# جزیره ناشناخته
جزیره ناشناخته با نام اصلی سرندیپیتی اژدهای صورتی (به ژاپنی: ピュア島の仲間たち Serendipiti Monogatari Pyuatō no Nakama-tachi) که گاهی با نام‌های  کنا و سرندیپیتی یا داستان‌های سرندیپیتی (به ژاپنی: セレンディピティ物語) نیز شناخته می‌شود، یک مجموعه تلویزیونی انیمه ژاپنی ۲۶ قسمتی که توسط استودیو نیپون انیمیشن تهیه شده است و از ژوئیه تا دسامبر ۱۹۸۳ در شبکهٔ نیپون تلویژن پخش شد. فارسی شده این مجموعه از شبکه ۲ سیمای جمهوری اسلامی ایران پخش شد.

## صداپیشگان نسخهٔ فارسی
- راوی داستان: (ژاله علو)
- سرندیپیتی (اژدها ماهی صورتی): مریم شیرزاد
- کونا (پسر بچه): نوشابه امیری
- پیلا پیلا (پرنده): فریبا شاهین‌مقدم
- کاپیتان اسماج: شهروز ملک‌آرایی
- جناب دلف (ماهی دانا): حسین باغی (او چند نقش دیگر را هم صداپیشگی کرده است)
- ماهی پرنده: احمد آقالو